# Reijii wo oi Kakero
Reijii wo oi Kakero (レイジーを追いかけろ) è un album del gruppo j-rock giapponese Lazy, pubblicato nel 1978 per l'etichetta BMG.

## Tracce
1. オープニング (Opening)
2. ヘイ！アイ・ラブ・ユー！ (Hey! I Love You!)
3. レターでキッス (Letter De Kiss)
4. タイム・イズ・オン・マイ・サイド (This Is on My Side)
5. アンダー・マイ・サム (Under My Thumb)
6. ワイルドで行こう (Born to Be Wild)
7. ゲット・バック (Get Back)
8. レイジーのテーマ (Lazy Theme)
9. トライ・ミー (Try Me)
10. デイドリーム (Daydream)
11. 可愛い人よ (Kawaii Nin Yo)
12. ダンス・ウィズ・ミー (Dance with Me)
13. カムフラージュ (Camouflage)
14. 〜ヘイ！アイ・ラブ・ユー (Hey! I Love You!)
15. 赤頭巾ちゃん御用心 (Akazukinchan Goyojin)
16. 〜エンディング (Ending)

## Formazione
- Hironobu "Michell" Kageyama - voce
- Akira "Suzy" Takasaki - chitarra
- Munetaka "Davy" Higuchi - batteria
- Hiroyuki "Funny" Tanaka - basso
- Shunji "Pocky" Inoue - tastiere